# Wywrót
Wywrót – figura pilotażu polegająca na wykonaniu półbeczki, tj. odwrócenie samolotu na plecy i wprowadzeniu go półpętlą w dół do lotu normalnego. Wykonanie figury powoduje utratę wysokości i zmianę kierunku lotu o 180°.
Zależnie od rodzaju półbeczki rozróżnia się wywrót:
- sterowny,
- szybki.

Beczką (ściślej – półbeczką) pilot odwraca maszynę na plecy, a następnie wykonuje zamknięcie figury połową pętli.
Sterowanie polega bądź na użyciu lotek (beczka sterowna) bądź rzadziej steru wysokości (beczka szybka) celem odwrócenia maszyny na plecy i na ściągnięciu  drążka sterowego i sprzężonego z nim steru wysokości, celem wykonania połowy pętli.
Warunkiem prawidłowego wykonania wywrotu jest odpowiedni zasób wysokości, maszyna zamienia posiadaną energię potencjalną na energię kinetyczną. Ciąg zespołu napędowego jest zazwyczaj przez pilota redukowany.
Przeciążenie jest największe w momencie wyprowadzania maszyny w dolnym położeniu pętli (zakończenie manewru).
Z uwagi na przyrost prędkości w trakcie wykonywania tej figury promień wykonania wywrotu jest zazwyczaj większy niż zawrotu.
Wywrót może wykonać przystosowany do tego samolot, szybowiec, a nawet niektóre śmigłowce.